# Cheilanthes microphylla
Cheilanthes microphylla là một loài thực vật có mạch trong họ Adiantaceae. Loài này được (Sw.) Sw. miêu tả khoa học đầu tiên năm 1806.